# IAO (album)
Pour les articles homonymes, voir IAO.
IAO, sous-titré Music in Sacred Light, est un album de John Zorn sorti en 2000 sur le label Tzadik. Inspiré en partie par les travaux ésotériques d'Aleister Crowley et du cinéaste Kenneth Anger, il fait référence à l'alchimie, le mysticisme, la métaphysique et la magie. 

## Titres
| 1.    | Invocation                         | 7:19  |
| 2.    | Sex Magick                         | 13:26 |
| 3.    | Sacred Rites Of The Left Hand Path | 6:31  |
| 4.    | The Clavicle Of Solomon            | 9:28  |
| 5.    | Lucifer Rising                     | 5:23  |
| 6.    | Leviathan                          | 3:26  |
| 7.    | Mysteries                          | 5:50  |
| 51:23 |                                    |       |

## Personnel
- Cyro Baptista -
- Jennifer Charles
- Greg Cohen
- Beth Anne Hatton
- Bill Laswell
- Rebecca Moore
- Mike Patton
- Jim Pugliese
- Jamie Saft
- John Zorn